# Synagoge (Vyškov)
Koordinaten: 49° 16′ 37″ N, 17° 0′ 5,1″ O

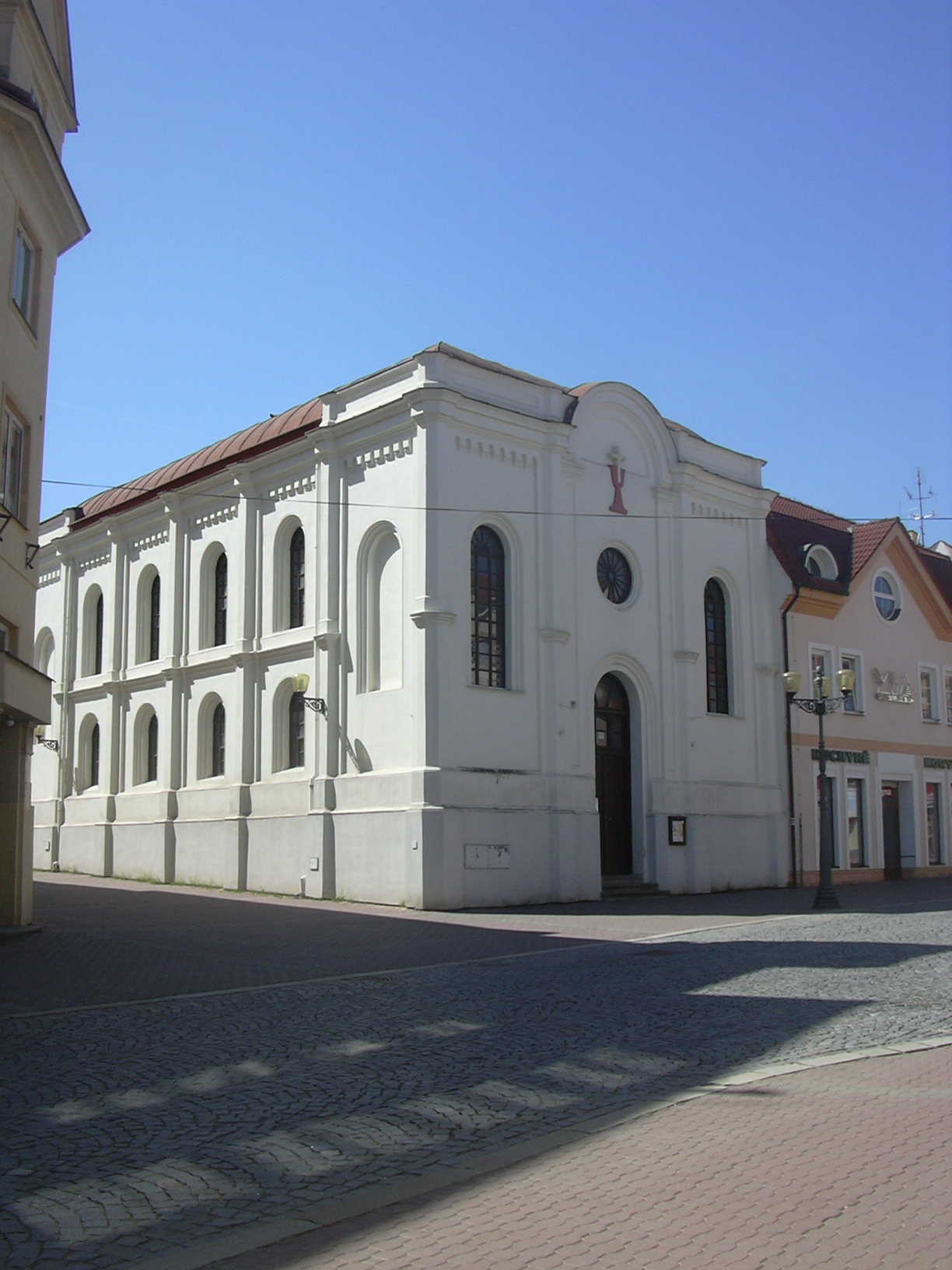
Ehemalige Synagoge in Vyškov

Die Synagoge in Vyškov (deutsch Wischau), einer Stadt im Okres Vyškov in Tschechien, wurde 1885 im neuromanischen Stil errichtet. Die jüdische Gemeinde feierte ihre Gottesdienste in der Synagoge bis Ende der 1920er Jahre. Von 1931 bis 1954 wurde das Gebäude als Stadtmuseum und seit 1957 als Gotteshaus der Hussitischen Kirche genutzt.